# Burmistrzowie Berlina

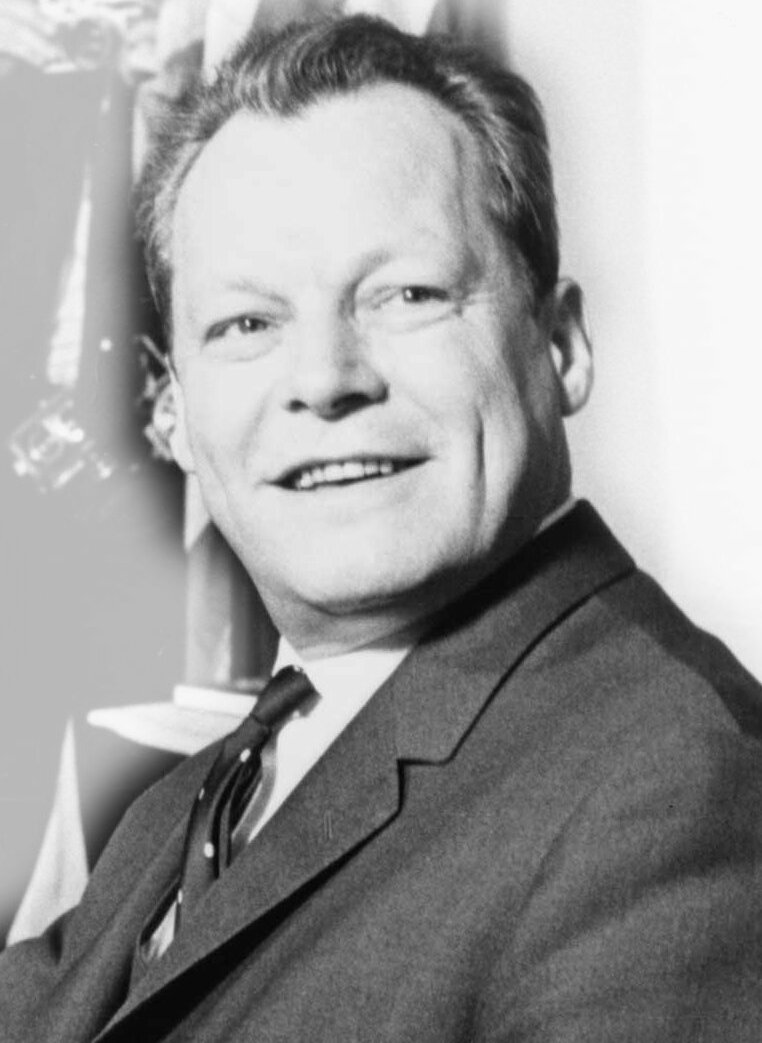
Willy Brandt, SPD (1957–1966)

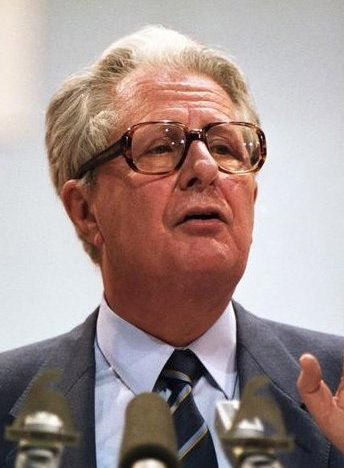
Hans-Jochen Vogel, SPD, (1981)

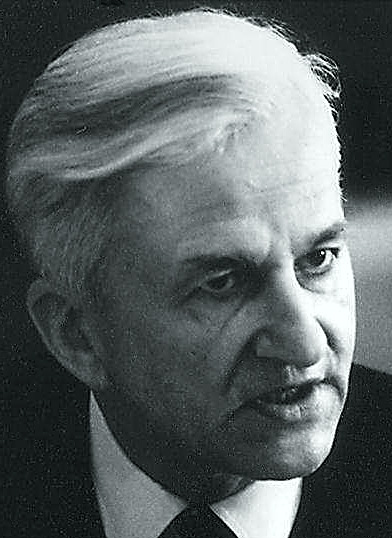
Richard von Weizsäcker, CDU (1981–1984)

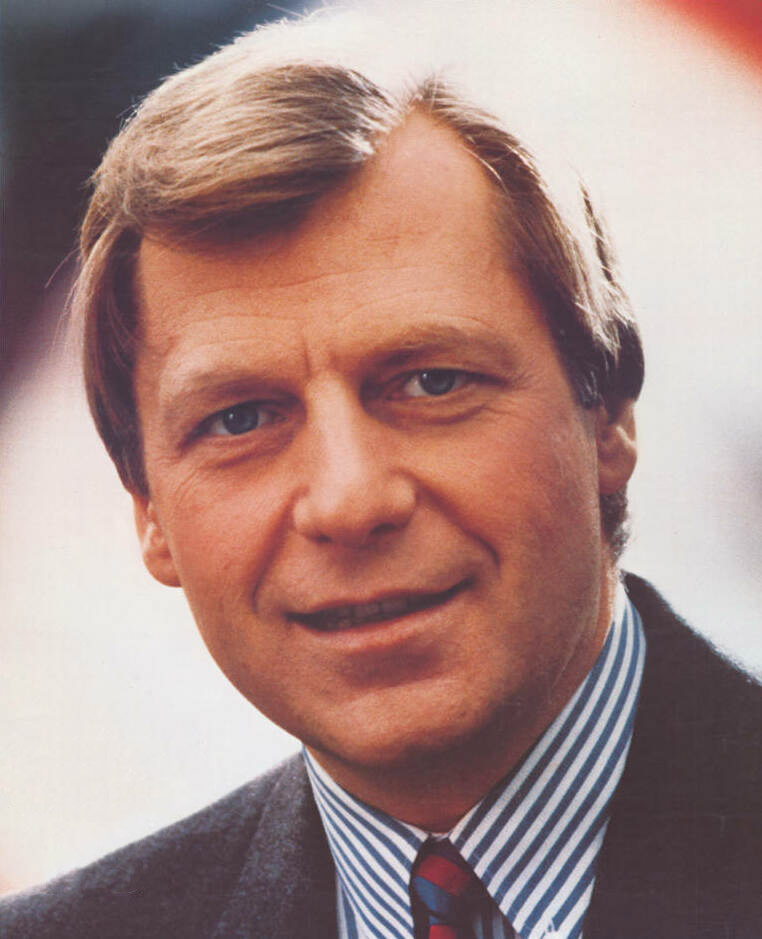
Eberhard Diepgen, CDU (1984–1989)

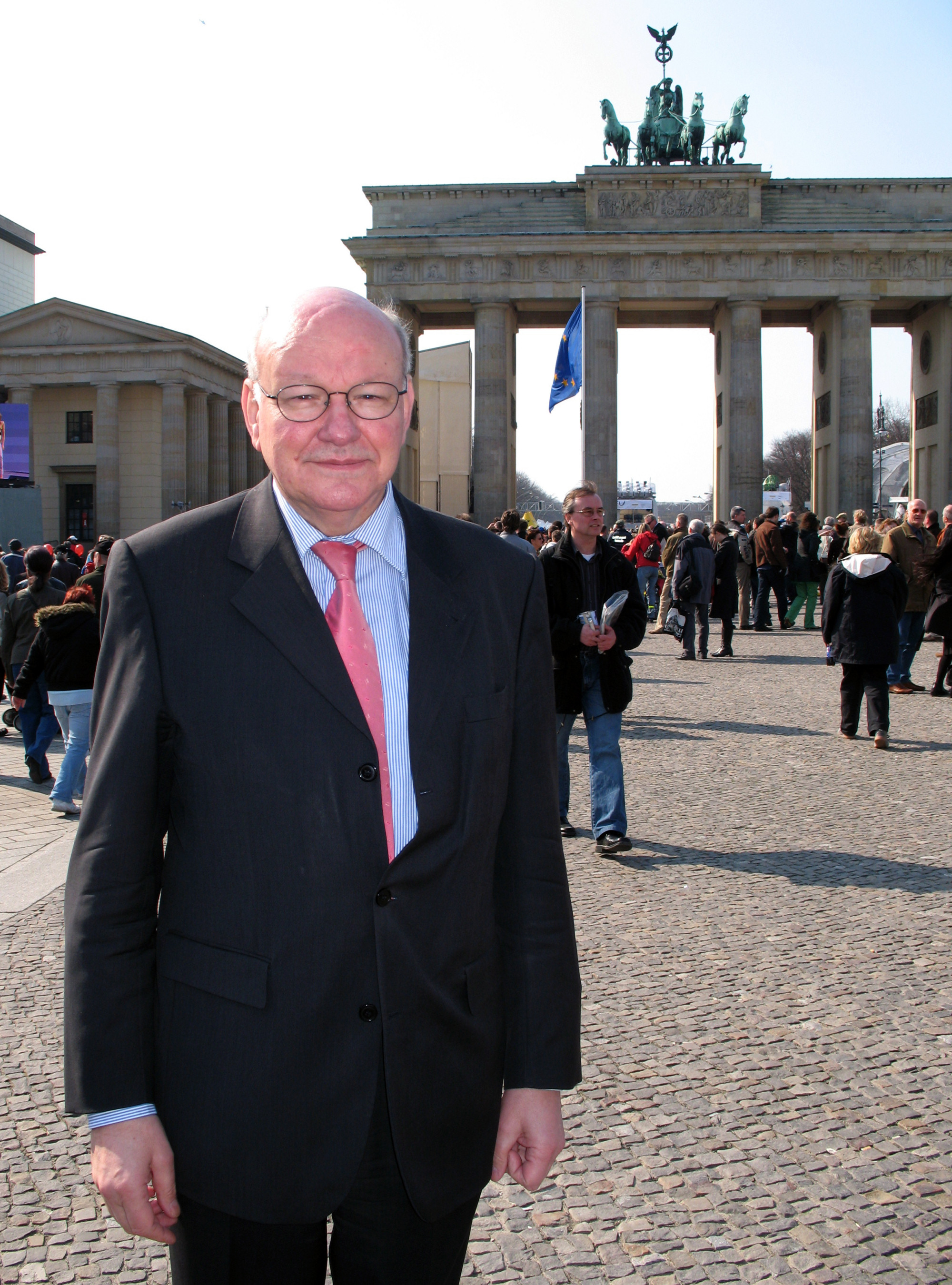
Walter Momper, SPD (1989–1991)

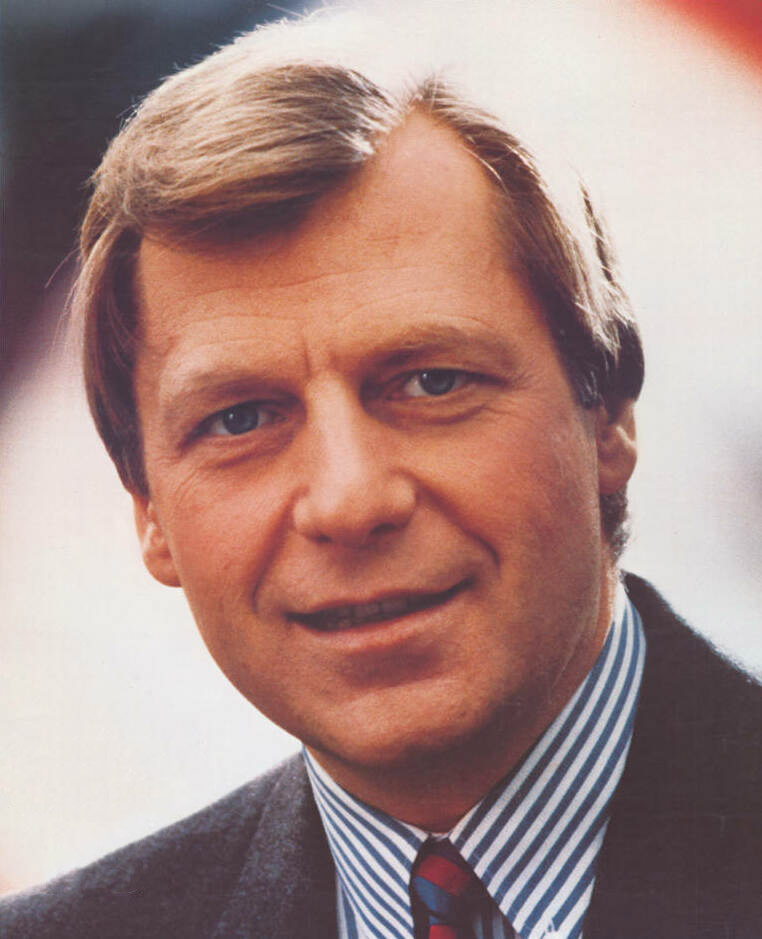
Eberhard Diepgen, CDU (1991–2001)

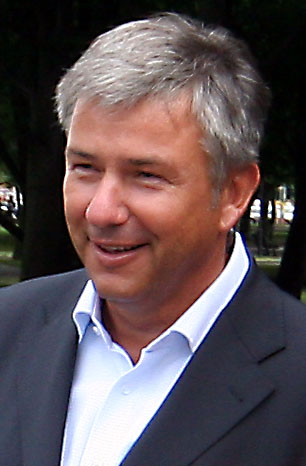
Klaus Wowereit, SPD (2001–2014)

Lista burmistrzów Berlina oraz Berlina Zachodniego:

## Oberbürgermeister(nadburmistrzowie) Berlina w latach 1809–1948
Lista nadburmistrzów po wprowadzeniu nowego prawa miejskiego w 1808 roku, w nawiasach podano okres sprawowania urzędu:

### Königliche Hauptstadt
- Carl Friedrich Leopold von Gerlach (6 lipca 1809 – 8 czerwca 1813)[2]
- Johann Büsching (luty 1814 – marzec 1832)[3]
- Friedrich von Bärensprung(inne języki) (marzec 1832 – 6 października 1834)[4]
- Heinrich Wilhelm Krausnick (6 października 1834 – 20 marca 1848)[5]
- Franz Christian Naunyn(inne języki) (20 marca 1848 – 23 stycznia 1851)[6]
- Heinrich Wilhelm Krausnick (23 stycznia 1851 – 30 grudnia 1862)[5]
- Karl Theodor Seydel(inne języki) (12 stycznia 1863 – 1 kwietnia 1872)[7]

### Reichshauptstadt
- Arthur Johnson Hobrecht (kwiecień 1872 – lato 1878)[8]
- Max von Forckenbeck(inne języki) (21 listopada 1878 – 26 maja 1892)[9]
- Robert Zelle(inne języki) (29 września 1892 – 30 września 1898)[10]
- Martin Kirschner (23 grudnia 1899 – 31 sierpnia 1912)[11]
- Adolf Wermuth (1 września 1912 – 25 listopada 1920)[12]
- Gustav Böß (20 stycznia 1921 – listopad 1929)[13]
- Arthur Scholtz(inne języki) (jesień 1929 – 14 kwietnia 1931)[14]
- Heinrich Sahm (14 kwietnia 1931 – 18 grudnia 1935)[15]
- Oskar Maretzky (19 grudnia 1935 – 31 marca 1937)[16]
- Julius Lippert (5 stycznia 1937 – lipiec 1940)[17]
- Ludwig Steeg (lipiec 1940 – luty 1945) sprawujący obowiązki[18]
- Ludwig Steeg (luty 1945 – kwiecień 1945)[18]

### Hauptstadt Berlin
- Arthur Werner (17 maja 1945 – 5 grudnia 1946)[19]
- Otto Ostrowski (5 grudnia 1946 – 17 kwietnia 1947)[20]
- Louise Schroeder (8 maja 1947 – 13 sierpnia 1948) sprawująca obowiązki[21]
- Ferdinand Friedensburg(inne języki) (14 sierpnia 1948 – 1 grudnia 1948) sprawujący obowiązki[22]
- Louise Schroeder (2 grudnia 1948 – 5 grudnia 1948) komisarz[21]

## Oberbürgermeister(nadburmistrzowie) Berlina wschodniego w latach 1948–1989
Lista nadburmistrzów Berlina wschodniego, w nawiasach podano okres sprawowania urzędu:
- Friedrich Ebert jr. (30 listopada 1948 – 5 lipca 1967)[23]
- Herbert Fechner(inne języki) (5 lipca 1967 – 11 lutego 1974)[24]
- Erhard Krack (11 lutego 1974 – 22 lutego 1990)[25]
- Ingrid Pankraz(inne języki) (15 lutego 1990 – 23 lutego 1990) komisarz[26]
- Christian Hartenhauer(inne języki) (23 lutego 1990 – 30 maja 1990)[27]
- Tino Schwierzina (30 maja 1990 – 11 stycznia 1991)[28]
- Thomas Krüger (11 stycznia 1991 – 24 stycznia 1991) komisarz[29]

## Regierende Bürgermeister(rządzący burmistrzowie) Berlina od 1948 do zjednoczenia Niemiec
Lista nadburmistrzów Berlina Zachodniego, w nawiasach podano okres sprawowania urzędu:
- Ernst Reuter (SPD) (7 grudnia 1948 – 29 września 1953)[30]
- Walther Schreiber (CDU) (22 października 1953 – 11 stycznia 1955)[31]
- Otto Suhr (SPD) (11 stycznia 1955 – 30 sierpnia 1957)[32]
- Willy Brandt (SPD) (3 października 1957 – 1 grudnia 1966)[33]
- Heinrich Albertz (SPD) (2 grudnia 1966 – 19 października 1967)[34]
- Klaus Schütz (SPD) (19 października 1967 – 2 maja 1977)[35]
- Dietrich Stobbe (SPD) (2 maja 1977 – 23 stycznia 1981)[36]
- Hans-Jochen Vogel (SPD) (23 stycznia 1981 – 11 czerwca 1981)[37]
- Richard von Weizsäcker (CDU) (11 czerwca 1981 – 9 lutego 1984)[38]
- Eberhard Diepgen (CDU) (9 lutego 1984 – 16 marca 1989)[39]
- Walter Momper (SPD) (16 marca 1989 – 24 stycznia 1991)[40]

## Regierende Bürgermeister(rządzący burmistrzowie) Berlina po zjednoczeniu Niemiec
- Eberhard Diepgen (CDU) (24 stycznia 1991 – 2001)[39]
- Klaus Wowereit (SPD) (16 czerwca 2001 – 11 grudnia 2014)[41][42]
- Michael Müller (SPD) (11 grudnia 2014 - 21 grudnia 2021)
- Franziska Giffey (SPD) (21 grudnia 2021 - 27 kwietnia 2023)[42][43]
- Kai Wegner (CDU) (od 27 kwietnia 2023)[43]